# DeBarge
DeBarge was een Amerikaanse R&B- en soulgroep bestaande uit leden van de familie DeBarge. De band was actief tussen 1979 en 1989 en meerdere bandleden zijn ook solo actief geweest. 
De oorspronkelijke bandleden waren El, Mark, Randy en Bunny DeBarge. Later voegde James DeBarge zich bij de groep. Eind jaren '80 werden Bunny en El DeBarge vervangen door Bobby en Chico DeBarge.

## Geschiedenis
DeBarge bracht zes studioalbums uit, waarvan vier op het label Gordy Records. Dit zijn de albums The DeBarges (1981), All This Love (1982), In a Special Way (1983) en Rhythm of the Night (1985). De band werd, met name in de Verenigde Staten, steeds succesvoller en trad in 1984 op als voorprogramma in de tournee van Luther Vandross. Het album Rhythm of the Night bracht de band ook succes buiten de VS, mede vanwege de hit "Rhythm of the Night". Halverwege de jaren tachtig gingen El (met de hit 'Who's Johnny?') en Bunny elk solo. DeBarge werd vervolgens ontheven van zijn contract.
De overige leden tekenden in 1987 bij het onafhankelijke label Stripe Horse Records en brachten het studioalbum Bad Boys uit. De groep bleef nog twee jaar optreden, waarbij Chico DeBarge in 1988 bij de groep kwam. Verder succes bleef uit. In 1991 kwamen enkele leden van de groep nog met een gospelalbum, Back on Track.

## Bandleden
- Etterlene "Bunny" DeBarge - zang (1979-1986)
- Eldra "El" DeBarge - zang, piano / keyboards (1979-1986)
- Mark "Marty" DeBarge - zang, trompet, saxofoon (1979-1989)
- William "Randy" DeBarge - zang, basgitaar (1979-1989)
- James DeBarge - zang, piano / keyboards (1982-1989)
- Robert "Bobby" DeBarge Jr. - zang, piano / keyboards, drums (1987-1989)
- Jonathan "Chico" DeBarge - zang, piano / keyboards (1988-1989)

## Discografie

#### Albums
- The DeBarges (1981)
- All This Love (1982)
- In A Special Way (1983)
- Rhythm of the Night (1984)
- Bad Boys (1987)

#### Singles
- What's Your Name (1981)
- Stop! Don't Tease Me (1982)
- I Like It (1982, VS: #31)
- All This Love (1983, VS: #17)
- Time Will Reveal (1983, VS: #18)
- Love Me In A Special Way (1984, VS: #45)
- Rhythm of the night (1985, VS: #3, Australië: #5, Canada: #3, Duitsland: #19, Nederland: #4, Nieuw-Zeeland: #3, VK: #4)
- Who's Holding Donna Now (1985, VS: #6, Australië: #57, Canada: #9, Nieuw-Zeeland: #44, VK: #83)
- You Wear It Well (1985, VS: #46, VK: #54)
- The Heart Is Not So Smart (1985, VS: #75)
- Dance All Night (1987, VS: #33, Nederland: #55)
- I Got You Babe (1987)

### NPO Radio 2 Top 2000
| Nummer met noteringen in de NPO Radio 2 Top 2000 | '99  | '00  |
| ------------------------------------------------ | ---- | ---- |
| Rhythm of the Night                              | 1926 | 1857 |

1. ↑  Een vetgedrukt getal geeft de hoogste notering aan.
2. ↑  Deze tabel is bijgewerkt tot en met de laatste editie (2024).